# Iván Balliu
Iván Balliu Campeny (Caldes de Malavella, 1º gennaio 1992) è un calciatore spagnolo naturalizzato albanese, difensore del Rayo Vallecano e della nazionale albanese.

## Biografia
Balliu è nato a Caldes de Malavella in Spagna, da padre albanese e madre spagnola.

## Caratteristiche tecniche
Balliu è un terzino destro in grado di svolgere sia la fase difensiva che quella offensiva. Abile nel possesso palla, è anche un buon assist-man.

## Carriera

### Club

#### Gli inizi
Ha iniziato a giocare a calcio all'età di 10 anni prima nelle giovanili del Girona e poi nel Barcellona. Dal 2011 fino al 2013 ha giocato nella seconda serie del campionato spagnolo con la squadra riserve del Barcellona B, collezionando un totale di 54 presenze.

#### Arouca
Il 21 luglio 2013 viene acquistato a titolo definitivo dalla squadra portoghese dell'Arouca, militante nella massima serie del campionato portoghese, con cui firma un contratto biennale. Il 1º settembre successivo fa il suo esordio in Primeira Liga, giocando tutti i 90 minuti della partita vinta per 1 a 0 contro il Rio Ave. In 2 stagioni con l'Arouca colleziona 67 presenze tra campionato e coppe nazionali.

#### Metz
Il 17 luglio 2015 passa alla squadra francese del Metz, con cui sottoscrive un contratto biennale con scadenza il 30 giugno 2017. Alla sua prima stagione conquista la promozione dalla Ligue 2 in Ligue 1. Il 13 agosto 2016 fa il suo debutto in Ligue 1 nella partita vinta per 3 a 2 contro il Lilla. Il 9 giugno 2017 rinnova il suo contratto per altri 2 anni con il club francese fino al 30 giugno 2019. Nel 2019 Balliu manifesta la volontà di non rinnovare il suo contratto col Metz, quindi a giugno resta svincolato.

#### Rayo Vallecano
Il 14 luglio 2021 si trasferisce al club spagnolo del Rayo Vallecano, appena neopromosso nella massima divisione spagnola, con cui sottoscrive un contratto biennale con scadenza il 30 giugno 2023.

### Nazionale
Ha collezionato 3 presenze ed un gol con l'Under-16 spagnola e 3 presenze con l'Under-17 spagnola.
Dopo aver giocato per le varie rappresentative minori spagnole, nel 2017 decide di giocare per la nazionale albanese. Nella sua scelta hanno inciso le sue origini albanesi.
Il 25 agosto 2017 riceve la sua prima convocazione in nazionale maggiore dal C.T. Christian Panucci per le partite valide per le qualificazioni ai Mondiali 2018 contro Liechtenstein ed Macedonia del Nord del 2 e 5 settembre 2017. Il 6 ottobre 2017 fa il suo debutto ufficiale con la maglia dell'Albania nella partita giocata ad Alicante proprio contro la Spagna, in cui ha giocato da titolare.
Il 6 ottobre 2017 fa il suo debutto ufficiale con la maglia dell'Albania giocando da titolare nella partita disputata ad Alicante proprio contro la Spagna.

## Statistiche

### Presenze e reti nei club
Statistiche aggiornate al 5 ottobre 2024.
| Stagione              | Squadra               | Campionato            | Campionato | Campionato | Coppe nazionali | Coppe nazionali | Coppe nazionali | Coppe continentali | Coppe continentali | Coppe continentali | Altre coppe | Altre coppe | Altre coppe | Totale | Totale |
| Stagione              | Squadra               | Comp                  | Pres       | Reti       | Comp            | Pres            | Reti            | Comp               | Pres               | Reti               | Comp        | Pres        | Reti        | Pres   | Reti   |
| --------------------- | --------------------- | --------------------- | ---------- | ---------- | --------------- | --------------- | --------------- | ------------------ | ------------------ | ------------------ | ----------- | ----------- | ----------- | ------ | ------ |
| gen.-giu. 2011        | Barcellona B          | SD                    | 2          | 0          | -               | -               | -               | -                  | -                  | -                  | -           | -           | -           | 2      | 0      |
| 2011-2012             | Barcellona B          | SD                    | 21         | 0          | -               | -               | -               | -                  | -                  | -                  | -           | -           | -           | 21     | 0      |
| 2012-2013             | Barcellona B          | SD                    | 31         | 0          | -               | -               | -               | -                  | -                  | -                  | -           | -           | -           | 31     | 0      |
| Totale Barcellona B   | Totale Barcellona B   | Totale Barcellona B   | 54         | 0          |                 | -               | -               |                    | -                  | -                  |             | -           | -           | 54     | 0      |
| 2013-2014             | Arouca                | PL                    | 26         | 0          | CP+CdL          | 3+2             | 0               | -                  | -                  | -                  | -           | -           | -           | 31     | 0      |
| 2014-2015             | Arouca                | PL                    | 32         | 0          | CP+CdL          | 1+3             | 0               | -                  | -                  | -                  | -           | -           | -           | 36     | 0      |
| Totale Arouca         | Totale Arouca         | Totale Arouca         | 58         | 0          |                 | 9               | 0               |                    | -                  | -                  |             | -           | -           | 67     | 0      |
| 2015-2016             | Metz                  | L2                    | 24         | 1          | CF+CdL          | 1+2             | 0               | -                  | -                  | -                  | -           | -           | -           | 27     | 1      |
| 2016-2017             | Metz                  | L1                    | 27         | 0          | CF+CdL          | 0+3             | 0               | -                  | -                  | -                  | -           | -           | -           | 30     | 0      |
| 2017-2018             | Metz                  | L1                    | 25         | 0          | CF+CdL          | 3+0             | 0               | -                  | -                  | -                  | -           | -           | -           | 28     | 0      |
| 2018-2019             | Metz                  | L2                    | 28         | 0          | CF+CdL          | 3+2             | 1+0             | -                  | -                  | -                  | -           | -           | -           | 33     | 1      |
| Totale Metz           | Totale Metz           | Totale Metz           | 104        | 1          |                 | 14              | 1               |                    | -                  | -                  |             | -           | -           | 118    | 2      |
| 2019-2020             | Almería               | SD                    | 30+2       | 1+0        | CR              | 0               | 0               | -                  | -                  | -                  | -           | -           | -           | 32     | 1      |
| 2020-2021             | Almería               | SD                    | 32+2       | 0          | CR              | 1               | 0               | -                  | -                  | -                  | -           | -           | -           | 35     | 0      |
| Totale Almería        | Totale Almería        | Totale Almería        | 62+4       | 1+0        |                 | 1               | 0               |                    | -                  | -                  |             | -           | -           | 67     | 1      |
| 2021-2022             | Rayo Vallecano        | PD                    | 35         | 1          | CR              | 5               | 0               | -                  | -                  | -                  | -           | -           | -           | 40     | 1      |
| 2022-2023             | Rayo Vallecano        | PD                    | 37         | 0          | CR              | 0               | 0               | -                  | -                  | -                  | -           | -           | -           | 37     | 0      |
| 2023-2024             | Rayo Vallecano        | PD                    | 33         | 0          | CR              | 0               | 0               | -                  | -                  | -                  | -           | -           | -           | 33     | 0      |
| 2024-2025             | Rayo Vallecano        | PD                    | 8          | 0          | CR              | 0               | 0               | -                  | -                  | -                  | -           | -           | -           | 8      | 0      |
| Totale Rayo Vallecano | Totale Rayo Vallecano | Totale Rayo Vallecano | 113        | 1          |                 | 5               | 0               |                    | -                  | -                  |             | -           | -           | 118    | 1      |
| Totale carriera       | Totale carriera       | Totale carriera       | 391+4      | 3+0        |                 | 29              | 1               |                    | -                  | -                  |             | -           | -           | 424    | 4      |

### Cronologia presenze e reti in nazionale
| Cronologia completa delle presenze e delle reti in nazionale ― Albania | Cronologia completa delle presenze e delle reti in nazionale ― Albania | Cronologia completa delle presenze e delle reti in nazionale ― Albania | Cronologia completa delle presenze e delle reti in nazionale ― Albania | Cronologia completa delle presenze e delle reti in nazionale ― Albania | Cronologia completa delle presenze e delle reti in nazionale ― Albania | Cronologia completa delle presenze e delle reti in nazionale ― Albania | Cronologia completa delle presenze e delle reti in nazionale ― Albania |
| Data                                                                   | Città                                                                  | In casa                                                                | Risultato                                                              | Ospiti                                                                 | Competizione                                                           | Reti                                                                   | Note                                                                   |
| ---------------------------------------------------------------------- | ---------------------------------------------------------------------- | ---------------------------------------------------------------------- | ---------------------------------------------------------------------- | ---------------------------------------------------------------------- | ---------------------------------------------------------------------- | ---------------------------------------------------------------------- | ---------------------------------------------------------------------- |
| 6-10-2017                                                              | Alicante                                                               | Spagna                                                                 | 3 – 0                                                                  | Albania                                                                | Qual. Mondiali 2018                                                    | -                                                                      | 46’                                                                    |
| 22-3-2019                                                              | Scutari                                                                | Albania                                                                | 0 – 2                                                                  | Turchia                                                                | Qual. Euro 2020                                                        | -                                                                      | 39’ 58’                                                                |
| 9-10-2021                                                              | Budapest                                                               | Ungheria                                                               | 0 – 1                                                                  | Albania                                                                | Qual. Mondiali 2022                                                    | -                                                                      | 86’                                                                    |
| 26-3-2022                                                              | Cornellà de Llobregat                                                  | Spagna                                                                 | 2 – 1                                                                  | Albania                                                                | Amichevole                                                             | -                                                                      | 84’                                                                    |
| 6-6-2022                                                               | Reykjavík                                                              | Islanda                                                                | 1 – 1                                                                  | Albania                                                                | UEFA Nations League 2022-2023 - 1º turno                               | -                                                                      | 52’ 82’                                                                |
| 10-6-2022                                                              | Tirana                                                                 | Albania                                                                | 1 – 2                                                                  | Israele                                                                | UEFA Nations League 2022-2023 - 1º turno                               | -                                                                      |                                                                        |
| 24-9-2022                                                              | Tel Aviv                                                               | Israele                                                                | 2 – 1                                                                  | Albania                                                                | UEFA Nations League 2022-2023 - 1º turno                               | -                                                                      | 46’                                                                    |
| 27-9-2022                                                              | Tirana                                                                 | Albania                                                                | 1 – 1                                                                  | Islanda                                                                | UEFA Nations League 2022-2023 - 1º turno                               | -                                                                      |                                                                        |
| 27-3-2023                                                              | Varsavia                                                               | Polonia                                                                | 1 – 0                                                                  | Albania                                                                | Qual. Euro 2024                                                        | -                                                                      |                                                                        |
| 17-10-2023                                                             | Tirana                                                                 | Albania                                                                | 2 – 0                                                                  | Bulgaria                                                               | Amichevole                                                             | -                                                                      |                                                                        |
| 20-11-2023                                                             | Tirana                                                                 | Albania                                                                | 0 – 0                                                                  | Fær Øer                                                                | Qual. Euro 2024                                                        | -                                                                      |                                                                        |
| 25-3-2024                                                              | Solna                                                                  | Svezia                                                                 | 1 – 0                                                                  | Albania                                                                | Amichevole                                                             | -                                                                      | 74’                                                                    |
| 3-6-2024                                                               | Szombathely                                                            | Albania                                                                | 3 – 0                                                                  | Liechtenstein                                                          | Amichevole                                                             | -                                                                      |                                                                        |
| 24-6-2024                                                              | Düsseldorf                                                             | Albania                                                                | 0 – 1                                                                  | Spagna                                                                 | Euro 2024 - 1º turno                                                   | -                                                                      |                                                                        |
| 14-10-2024                                                             | Tbilisi                                                                | Georgia                                                                | 0 – 1                                                                  | Albania                                                                | UEFA Nations League 2024-2025 - 1º turno                               | -                                                                      |                                                                        |
| 16-11-2024                                                             | Tirana                                                                 | Albania                                                                | 0 – 0                                                                  | Rep. Ceca                                                              | UEFA Nations League 2024-2025 - 1º turno                               | -                                                                      |                                                                        |
| 19-11-2024                                                             | Tirana                                                                 | Albania                                                                | 1 – 2                                                                  | Ucraina                                                                | UEFA Nations League 2024-2025 - 1º turno                               | -                                                                      |                                                                        |
| 21-3-2025                                                              | Londra                                                                 | Inghilterra                                                            | 2 – 0                                                                  | Albania                                                                | Qual. Mondiali 2026                                                    | -                                                                      |                                                                        |
| 24-3-2025                                                              | Tirana                                                                 | Albania                                                                | 3 – 0                                                                  | Andorra                                                                | Qual. Mondiali 2026                                                    | -                                                                      |                                                                        |
| 10-6-2025                                                              | Riga                                                                   | Lettonia                                                               | 1 – 1                                                                  | Albania                                                                | Qual. Mondiali 2026                                                    | -                                                                      |                                                                        |
| Totale                                                                 |                                                                        | Presenze (166º posto)                                                  | 20                                                                     |                                                                        | Reti                                                                   | 0                                                                      |                                                                        |

## Palmarès

### Club

#### Competizioni nazionali
- Ligue 2: 1

Metz: 2018-2019